# Jean-Pierre Nau
Pour les articles homonymes, voir Nau.
Jean-Pierre Nau, né le 9 septembre 1853 à Schifflange (Luxembourg) et mort le 1er novembre 1912 à Rumelange (Luxembourg), est un industriel, négociant et homme politique luxembourgeois.

## Biographie

### Carrière politique
À la suite de son détachement de la commune de Kayl, Rumelange devient une commune à part entière en 1891. Jean-Pierre Nau devient alors le premier bourgmestre de la commune de Rumelange. Il est nommé le 24 octobre 1891, présente sa démission au grand-duc au cours de l'année 1898 et celle-ci lui ait accordé le 20 juin 1898.
En avril 1901, Jean-Pierre Nau se porte candidat aux élections législatives partielles dans le canton d'Esch-sur-Alzette qui visent à élire deux nouveaux députés attribués à cette circonscription en raison de l'accroissement démographique. Le premier tour de l'élection a lieu le 3 avril, Xavier Brasseur (lb) est élu à la majorité des voix au suffrage universel direct, cependant, ce n'est pas le cas pour Jean-Pierre Nau qui parvient à la deuxième place en termes de suffrages. Il fait alors l'objet d'un ballottage qui l'oppose à M. Diederich le 10 avril et qu'il remporte en réunissant 668 voix. La séance du 23 avril 1901 à la Chambre des députés, les résultats des élections sont validés et Jean-Pierre Nau est désormais député. Lors des élections législatives de 1902, il n'est pas réélu. Ce n'est qu'aux élections législatives partielles de 1906 qu'il retrouve un siège de député pour la circonscription d'Esch. Aux élections législatives de 1908, il est à nouveau réélu. Au cours des débats parlementaires sur le vote de la loi scolaire de 1912 (dite « loi Braun ») Jean-Pierre Nau, déjà affaibli par la maladie et à l'article de la mort, donne sa voix pour valider cette loi controversée dans la séance du 25 juin 1912 à la Chambre. Il meurt quelques mois plus tard à l'âge de 59 ans.

### Vie privée
Jean-Pierre Nau est le fils de Jean (Johann) Nau, forgeron à Schifflange. Il se marie le 12 janvier 1878 avec Catherine Bestgen dans sa commune natale. Par la suite, il travaille comme employé dans les hauts-fourneaux de Hayange en France. Le couple a eu un fils, Leo Felix, né le 7 février 1881 à Knutange. Il vit et travaille en tant que commerçant à Rumelange avant de se marier avec Marguerite Jung, originaire de Rumelange, en septembre 1917.